# Husby tingslag
Husby tingslag var ett tingslag i sydöstra Dalarna i Kopparbergs län. 
Tingslaget upphörde 1 september 1907 då verksamheten överfördes till Hedemora tingslag. 
Tingslaget hörde före 1798 till Västerdalarnas domsaga, mellan 1798 och 1858 till Kopparbergslagen och Näsgårds läns domsaga och från 1858 till Hedemora domsaga.

## Socknar
Tingslaget omfattade följande socknar: 
- Husby socken